# Alfredo di Montenuovo
Alfredo di Montenuovo (Vienna, 16 settembre 1854 – Vienna, 6 settembre 1927) è stato uno dei più alti funzionari di corte dell'imperatore Francesco Giuseppe I d'Austria. Tra i suoi antenati vi erano membri della famiglia Asburgo, dei Borboni, dei Gonzaga e dei Medici, attraverso la nonna Maria Luisa d'Asburgo-Lorena, Duchessa sovrana di Parma (già imperatrice come moglie di Napoleone).

## Vita privata
Il principe Alfredo di Montenuovo nacque a Vienna, nell'Impero austriaco, come unico figlio maschio di Guglielmo Alberto di Montenuovo (1819–1895), figlio del conte Adamo Alberto di Neipperg e dell'arciduchessa Maria Luisa d'Austria, e di sua moglie, la contessa Giuliana Batthyány-Strattmann (1827–1871), figlia del conte Giovanni Battista Batthyány-Strattmann e della contessa Maria Esterházy de Galántha. Sua nonna paterna Maria Luisa fu l'imperatrice consorte di Napoleone Bonaparte dal 1810 al 1814 e duchessa di Parma dal 1814 e sposò morganaticamente il nonno di Alfredo nel 1821.
Alfredo sposò il 30 ottobre 1879 a Vienna la contessa Francesca Kinsky von Wchinitz und Tettau (1861–1935), figlia di Ferdinando Bonaventura, VII principe Kinsky von Wchinitz und Tettau e di sua moglie, la principessa Maria Giuseppa del Liechtenstein.

Ebbero quattro figli:
- principessa Giuliana Rosa di Montenuovo (15 novembre 1880 – 27 giugno 1961), sposò nel 1903 il conte Dionigi Maria Draskovich de Trakostjan ed ebbe figli (tra cui Maria, moglie dal 1930 del Principe Alberto, erede al trono di Baviera), divorziata, sposò nel 1914 Carlo, principe di Oettingen-Oettingen e Oettingen-Wallerstein, senza figli.
- principessa Maria Felicia di Montenuovo (20 ottobre 1881 – 10 agosto 1954), sposò nel 1909 il conte Francesco Maria von Ledebur-Wicheln, ebbe figli.
- Ferdinando, III principe di Montenuovo (29 maggio 1888 – 2 maggio 1951), sposò nel 1927 la baronessa Elena Solymossy de Loós et Egervár, ebbe tre figlie. Ultimo maschio della famiglia.
- principessa Francesca di Montenuovo (22 agosto 1893 – 3 novembre 1972), sposò nel 1918 il conte Antonio Apponyi de Nagy-Appony, ebbe figli.

Il principe morì nel 1927 nel suo palazzo al numero 6 di Löwelstraße nel centro di Vienna dopo aver subito un attacco di cuore. Il suo corpo fu sepolto nel luogo di sepoltura della sua famiglia a Bóly (Német-Bóly) in Ungheria.

## Carriera
Dopo aver studiato al Seminario cattolico di Salisburgo, intraprese una brillante carriera politica, divenendo presto segretario dell'arciduca Ottone Francesco d'Asburgo-Lorena, fratello di Francesco Ferdinando ed emissario in Galizia.
Dal 1864 al 1885 fu ministro della Marina dell'Impero austro-ungarico, appoggiando le iniziative di Johann Nepomuk Wilczek e Julius Payer nelle esplorazioni al Polo Nord e coadiuvando l'ammiraglio Maximilian Daublebsky von Sterneck nelle operazioni di difesa e fortificazione in Istria e Dalmazia per prevenire eventuali attacchi degli italiani o dei serbi.
Sua fu anche l'iniziativa, sottoposta all'ammiraglio Rodolfo Montecuccoli, della fondazione della nuova accademia militare di marina a Spalato.
Ereditò il titolo di principe di Montenuovo nel 1895, in seguito alla morte del padre. Gli fu concesso il trattamento di Sua Altezza Serenissima e, nel 1898, fu nominato secondo Gran Maestro della Corte di Sua Maestà Imperiale e Reale Apostólica (primo Gran Maestro era il principe Rodolfo di Lietchenstein); nel 1900 fu insignito dell'Ordine del Toson d'oro. Nel 1909, alla morte del principe Rodolfo, venne nominato primo Gran Maestro della Corte di Sua Maestà Imperiale e Reale Apostólica e tale fu fino al 1917, quando il nuovo imperatore Carlo (figlio dell'arciduca Ottone) lo sollevò dal suo incarico, chiamando al suo posto il principe Carlo di Hohenlohe-Schillingsfürst.
Dal 1914 trattò con i deputati ungheresi, principe Móric von Esterhazy de Galantha, barone Géza Fejérváry e conte Mihály Károlyi, una equa divisione dei poteri nei parlamenti di Vienna e Budapest.
Inoltre aveva osteggiato il matrimonio tra Francesco Ferdinando d'Asburgo-Este e la contessa boema Sophie Chotek von Chotkowa, figlia del diplomatico Boguslaw Chotek von Chotkow.
Fu amico di Wenceslaw Wratislaw von Mitrowitz (figlio del generale Eugen Wratislaw von Mitrowitz) e come lui mecenate di Gustav Mahler.

## Ascendenza
|                                 |                            |                                       | Genitori                          |  |  | Nonni |  |  | Bisnonni                      |  |  | Trisnonni                      |  |
|                                 |                            |                                       |                                   |  |  |       |  |  | Leopoldo Giuseppe di Neipperg |  |  | Guglielmo Rainardo di Neipperg |  |
|                                 |                            |                                       |                                   |  |  |       |  |  | Leopoldo Giuseppe di Neipperg |  |  | Guglielmo Rainardo di Neipperg |  |
|                                 |                            | Francesca di Khevenhüller-Frankenburg |                                   |  |  |       |  |  | Leopoldo Giuseppe di Neipperg |  |  |                                |  |
| Adamo Alberto di Neipperg       |                            |                                       |                                   |  |  |       |  |  | Leopoldo Giuseppe di Neipperg |  |  |                                |  |
|                                 |                            | Maria Luisa di Hatzfeldt-Wildenburg   | Carlo Ferdinando di Hatzfeldt     |  |  |       |  |  |                               |  |  |                                |  |
|                                 |                            | Maria Luisa di Hatzfeldt-Wildenburg   | Carlo Ferdinando di Hatzfeldt     |  |  |       |  |  |                               |  |  |                                |  |
|                                 |                            | Maria Luisa di Hatzfeldt-Wildenburg   | Maria Sofia di Bettendorff        |  |  |       |  |  |                               |  |  |                                |  |
| Guglielmo Alberto di Montenuovo |                            | Maria Luisa di Hatzfeldt-Wildenburg   |                                   |  |  |       |  |  |                               |  |  |                                |  |
|                                 |                            | Francesco II d'Asburgo-Lorena         | Leopoldo II d'Asburgo-Lorena      |  |  |       |  |  |                               |  |  |                                |  |
|                                 |                            | Francesco II d'Asburgo-Lorena         | Leopoldo II d'Asburgo-Lorena      |  |  |       |  |  |                               |  |  |                                |  |
|                                 |                            | Francesco II d'Asburgo-Lorena         | Maria Ludovica di Borbone-Spagna  |  |  |       |  |  |                               |  |  |                                |  |
| Maria Luisa d'Asburgo-Lorena    |                            | Francesco II d'Asburgo-Lorena         |                                   |  |  |       |  |  |                               |  |  |                                |  |
|                                 |                            | Maria Teresa di Borbone-Due Sicilie   | Ferdinando I delle Due Sicilie    |  |  |       |  |  |                               |  |  |                                |  |
|                                 |                            | Maria Teresa di Borbone-Due Sicilie   | Ferdinando I delle Due Sicilie    |  |  |       |  |  |                               |  |  |                                |  |
|                                 |                            | Maria Teresa di Borbone-Due Sicilie   | Maria Carolina d'Asburgo-Lorena   |  |  |       |  |  |                               |  |  |                                |  |
| Alfredo di Montenuovo           |                            | Maria Teresa di Borbone-Due Sicilie   |                                   |  |  |       |  |  |                               |  |  |                                |  |
|                                 | Luigi Batthyány-Strattmann | Adamo Batthyány-Strattmann            |                                   |  |  |       |  |  |                               |  |  |                                |  |
|                                 | Luigi Batthyány-Strattmann | Adamo Batthyány-Strattmann            |                                   |  |  |       |  |  |                               |  |  |                                |  |
|                                 | Luigi Batthyány-Strattmann | Maria Teresa Illésházy de Illésháza   |                                   |  |  |       |  |  |                               |  |  |                                |  |
| Giovanni Batthyány-Strattmann   | Luigi Batthyány-Strattmann |                                       |                                   |  |  |       |  |  |                               |  |  |                                |  |
|                                 |                            | Maria Elisabetta di Pergen            | Giovanni Carlo di Pergen          |  |  |       |  |  |                               |  |  |                                |  |
|                                 |                            | Maria Elisabetta di Pergen            | Giovanni Carlo di Pergen          |  |  |       |  |  |                               |  |  |                                |  |
|                                 |                            | Maria Elisabetta di Pergen            | Maria Rosina di Walsegg           |  |  |       |  |  |                               |  |  |                                |  |
| Giuliana Batthyány-Strattmann   |                            | Maria Elisabetta di Pergen            |                                   |  |  |       |  |  |                               |  |  |                                |  |
|                                 |                            | Carlo Esterházy de Galántha           | Giovanni Esterházy de Galántha    |  |  |       |  |  |                               |  |  |                                |  |
|                                 |                            | Carlo Esterházy de Galántha           | Giovanni Esterházy de Galántha    |  |  |       |  |  |                               |  |  |                                |  |
|                                 |                            | Carlo Esterházy de Galántha           | Maria Amalia di Limburg Stirum    |  |  |       |  |  |                               |  |  |                                |  |
| Maria Esterházy de Galántha     |                            | Carlo Esterházy de Galántha           |                                   |  |  |       |  |  |                               |  |  |                                |  |
|                                 |                            | Elisabetta Festetics de Tolna         | Paolo Festetics de Tolna          |  |  |       |  |  |                               |  |  |                                |  |
|                                 |                            | Elisabetta Festetics de Tolna         | Paolo Festetics de Tolna          |  |  |       |  |  |                               |  |  |                                |  |
|                                 |                            | Elisabetta Festetics de Tolna         | Giuliana Bossányi de Nagy-Bossány |  |  |       |  |  |                               |  |  |                                |  |
|                                 |                            | Elisabetta Festetics de Tolna         |                                   |  |  |       |  |  |                               |  |  |                                |  |